# Església de Sant Sebastià de Montmajor
Sant Sebastià de Montmajor és l'església del poble del mateix nom, al terme municipal de Caldes de Montbui (Vallès Oriental). Està situada a l'extrem sud-est de la vall de Gallifa i el vessant nord-oest de la muntanya del Farell. És una obra inclosa a l'Inventari del Patrimoni Arquitectònic de Catalunya.

## Història
La parròquia de Sant Sebastià de Montmajor, inclosa dins el terme de Caldes, presidia el reduït veïnat del mateix nom, situat a l'altra banda de la muntanya del Farrell. El primer document que l'esmenta data del 1065. Des de finals del segle xi pertanyia al monestir de Sant Cugat. Aquesta pertinença és certificada els anys 1098, 1120 i 1131 pels papes Urbà II i Calixt II i el comte Ramon Berenguer III. En la notícia documentada de l'any 1077 se l'anomena «ecclesia sancti Sebastiani de monte maiore». L'any 1216 el bisbe de Barcelona confirma la donació a favor de l'església de Caldes, donació que ocasionà plets i discussions.
Al segle xv passà a dependre, en qualitat de sufragània, de l'església parroquial de Caldes de Montbui. El 1413 era a càrrec del rector de Sant Llorenç Savall. Els segles posteriors consta com a parròquia annexa a la de Caldes. Finalment, el 1868 fou erigida parròquia independent. En l'actualitat, torna a ésser en la pràctica una sufragània de Caldes.
És una de les millors obres romàniques del Vallès i el seu estat de conservació és molt bo gràcies a diverses restauracions que s'han fet al llarg del temps.

## Arquitectura
L'església de Sant Sebastià de Montmajor centra el petit nucli que formava una antiga parròquia rural que actualment s'ha convertit en una urbanització residencial. La una construcció, que es troba al costat del clos del cementiri, és d'una nau amb transsepte i capçalera triabsidal, on l'absis del centre és de planta quadrada i els laterals són semicirculars. El braç de migdia del transsepte és capçat a l'extrem per un altre absis semicircular. La nau, el transsepte i l'absis principal són coberts amb volta de canó i els absis semicirculars amb volta de quart d'esfera. Els tres absis i l'absidiola tenen finestres de doble esqueixada i presenten a l'exterior decoració de tipus llombard amb arcuacions separades per lesenes. La façana de ponent mostra l'accés amb una senzilla porta adovellada. Sobre l'encreuament de la nau i el transsepte s'alça el petit campanar de torre de dos pisos i coberta a quatre vessants. Les finestres del primer nivell són d'arc de mig punt mentre que les del segon pis són geminades amb columna central i capitell mensuliforme.
Prop de l'església s'han trobat uns sepulcres que es poden datar a l'Alta Edat Mitjana.